# Zenib Laari Inoune
Zenib Laari Inoune (en árabe: زينب العري إينون; Madrid, 1994) es campeona del mundo en Kenpo  en defensa personal y subcampeona en armas.

## Biografía
Nació en 1994 en Madrid. De pequeña, Zenib Laari Inoune era muy hiperactiva y bastante agresiva, entonces sus padres decidieron apuntarla en algún tipo de arte marcial "para bajar un poco esa tensión". Empezó a practicar Kenpo Karate en la Escuela Municipal de Kenpo Karate San Cristóbal a los 8 años de su edad.

## Carrera deportiva
Su primer trofeo lo recibió a los 10 años y a lo largo de su trayectoria deportiva ganó sucesivamente 8 campeonatos nacionales  en distintas categorías.
A principios de abril de 2017 participó en el Campeonato Nacional de Kenpo  en el que obtuvo un primer puesto en combate y un tercer puesto en defensa personal. Y a finales del mes en el Campeonato Mundial De Kenpo, celebrado en Albufeira, Zenib fue proclamada campeona del mundo en técnicas de defensa personal y subcampeona del mundo en armas.
En octubre se celebró el Campeonato Europeo de Kenpo en Rumania. La campeona del mundo ganó en este campeonato cuatro medallas: dos primeros puestos en combate y en defensa personal; un segundo puesto en katas y un tercer puesto en armas.

## Estudios
Zenib Laari Inoune es graduada en Español: Lengua y Literatura y tiene un Máster de Español como Segunda Lengua por la Universidad Complutense de Madrid.

## Otras actividades
En 2019 Zenib Laari Inoune fue una de las impulsoras de la campaña "Actualización Pendiente", que instaba a luchar contra el racismo y que denunciaba las trabas que sufre la población migrante o racializada. Formaron parte de esta campaña las organizaciones Oxfam Intermón, Irídia y Mundo en Movimiento, la activista social Carmen Juares y el periodista y presidente de SOS Racismo Moha Gerehou. Zenib Laari Inoune fue una de las protagonistas del vídeo #WeAreMore con el que se pretendía denunciar las dificultades que sufre la población migrante en España. Como parte de la campaña también se organizaron actos en Madrid y en Barcelona y se publicaron varios artículos.